# Polyrhachis keratifera
Polyrhachis keratifera är en myrart som beskrevs av Vladimir Aphanasjevich Karavaiev 1927. Polyrhachis keratifera ingår i släktet Polyrhachis och familjen myror. Inga underarter finns listade i Catalogue of Life.